# Abia
Abia  (лат.) — род булавоусых пилильщиков (Cimbicidae) из надсемейства Tenthredinoidea.

## Описание
Обладают блестящим гладким телом. Усики булавовидные. Среднеспинка и мезоплевры покрыты короткими волосками. У самцов на IV—VII тергитах брюшка имеется 4 пятна. Личинки Abia развиваются на растениях из семейств ворсянковых (Dipsacaceae) и жимолостных (Caprifoliaceae).
Вид Абия прибайкальская (Abia semenoviana) внесен в Красную книгу России (категория 2 — сокращающийся в численности вид).

## Систематика
Более 10 видов.
- Abia aenea (Klug, 1829)
- Abia antennata Kangas, 1946
- Abia aurulenta Sichel, 1856
- Abia candens  Konow, 1887
- Abia fasciata (Linnaeus, 1758)
- Abia fulgens Zaddach, 1863
- Abia hungarica Mocsáry, 1883
- Abia lonicerae (Linnaeus, 1758)
- Abia mutica C. G. Thomson, 1871
- Abia nitens (Linnaeus, 1758)
- Abia semenoviana Gussakovskij, 1947
- Abia sericea (Linnaeus, 1767)
- Abia spissicornis Konow, 1902